# Santiago Arias
Pour les articles homonymes, voir Arias et Naranjo (homonymie).
Santiago Arias Naranjo, né le 13 janvier 1992 à Medellín, est un footballeur international colombien. Il évolue au poste d'arrière droit à l'EC Bahia.

## Biographie

### En club

#### Débuts en Colombie
Santiago Arias Naranjo commence le football dans le club de La Equidad.
Santiago débute en championnat le 5 avril 2009 contre l'Independiente Medellín (1-0) en étant titulaire, il est alors âgé de 17 ans.

#### Arrivée au Sporting Portugal
Le 21 juin 2011, il est officiellement présenté comme nouvelle recrue du Sporting Portugal où, libre de tout contrat, il paraphe un contrat de cinq ans. Le jeune colombien dispute son premier match officiel sous les couleurs du Sporting le 6 novembre 2011 contre Leiria (3-1) en entrant à dix minutes de la fin. Il doit en revanche attendre le 11 février 2012 pour connaître sa première titularisation à l'occasion d'un déplacement sur la pelouse du Maritimo Funchal. Le 23 janvier 2013, il inscrit son premier but sous les couleurs du Sporting, mais avec l'équipe B, en déplacement sur la pelouse du Sporting Clube da Covilhã.

#### Premiers titres avec le PSV Eindhoven
Il passe ensuite plusieurs saisons au PSV Eindhoven.

#### Atlético de Madrid et prêts
Il rejoint l'Atlético de Madrid en 2018.
Le 24 septembre 2020, il est prêté au Bayer Leverkusen.

#### FC Cincinnati en MLS
Le 9 février 2023, alors qu'il est libre de tout contrat depuis l'été 2022, il s'engage en faveur du FC Cincinnati, franchise de Major League Soccer, où il signe une entente d'une saison, plus une supplémentaire en option.

### En équipe nationale
En octobre 2009, Santiago participe à la Coupe du monde des moins de 17 ans au Nigeria, il y dispute cinq matchs. La Colombie fait un bon parcours et termine à la quatrième place du tournoi.

## Statistiques
| Saison                | Club                       | Championnat           | Championnat | Championnat | Coupe(s) nationale(s) | Coupe(s) nationale(s) | Supercoupe | Supercoupe | Compétition(s) continentale(s) | Compétition(s) continentale(s) | Compétition(s) continentale(s) | Colombie | Colombie | Total | Total |
| Saison                | Club                       | Division              | M.          | B.          | M.                    | B.                    | M.         | B.         | Comp.                          | M.                             | B.                             | M.       | B.       | M.    | B.    |
| 2009                  | La Equidad                 | Primera A             | 13          | 0           | -                     | -                     | -          | -          | -                              | -                              | -                              | -        | -        | 13    | 0     |
| 2010                  | La Equidad                 | Primera A             | 7           | 0           | -                     | -                     | -          | -          | -                              | -                              | -                              | -        | -        | 7     | 0     |
| 2011                  | La Equidad                 | Primera A             | 7           | 0           | -                     | -                     | -          | -          | -                              | -                              | -                              | -        | -        | 7     | 0     |
| Sous-total            | Sous-total                 | Sous-total            | 27          | 0           | -                     | -                     | -          | -          | -                              | -                              | -                              | -        | -        | 27    | 0     |
| 2011-2012             | Sporting CP                | Primeira Liga         | 6           | 0           | 2                     | 0                     | -          | -          | -                              | -                              | -                              | -        | -        | 8     | 0     |
| 2012-2013             | Sporting CP                | Primeira Liga         | 1           | 0           | 1                     | 0                     | -          | -          | -                              | -                              | -                              | -        | -        | 2     | 0     |
| Sous-total            | Sous-total                 | Sous-total            | 7           | 0           | 3                     | 0                     | -          | -          | -                              | -                              | -                              | -        | -        | 10    | 0     |
| 2013-2014             | PSV Eindhoven              | Eredivisie            | 25          | 1           | 1                     | 0                     | -          | -          | C3                             | 6                              | 0                              | 8        | 0        | 40    | 1     |
| 2014-2015             | PSV Eindhoven              | Eredivisie            | 21          | 1           | 3                     | 0                     | -          | -          | C3                             | 5                              | 0                              | 8        | 0        | 37    | 1     |
| 2015-2016             | PSV Eindhoven              | Eredivisie            | 32          | 3           | 3                     | 0                     | 1          | 0          | C1                             | 6                              | 0                              | 9        | 0        | 51    | 3     |
| 2016-2017             | PSV Eindhoven              | Eredivisie            | 28          | 1           | 2                     | 0                     | -          | -          | C1                             | 4                              | 1                              | 9        | 0        | 43    | 2     |
| 2017-2018             | PSV Eindhoven              | Eredivisie            | 30          | 3           | 3                     | 0                     | -          | -          | C3                             | 2                              | 0                              | 11       | 0        | 46    | 3     |
| Sous-total            | Sous-total                 | Sous-total            | 136         | 9           | 12                    | 0                     | 1          | 0          | -                              | 23                             | 1                              | 45       | 0        | 217   | 10    |
| 2018-2019             | Atlético de Madrid         | Liga                  | 25          | 1           | 4                     | 0                     | -          | -          | C1                             | 4                              | 0                              | 7        | 0        | 40    | 1     |
| 2019-2020             | Atlético de Madrid         | Liga                  | 14          | 0           | 1                     | 0                     | 1          | 0          | C1                             | 2                              | 0                              | 1        | 0        | 19    | 0     |
| Sous-total            | Sous-total                 | Sous-total            | 39          | 1           | 5                     | 0                     | 1          | 0          | -                              | 6                              | 0                              | 8        | 0        | 59    | 1     |
| 2020-2021             | Bayer 04 Leverkusen (prêt) | Bundesliga            | 1           | 0           | -                     | -                     | -          | -          | C3                             | -                              | -                              | 1        | 0        | 2     | 0     |
| 2021-2022             | Grenade CF (prêt)          | Liga                  | 12          | 1           | 2                     | 0                     | -          | -          | -                              | -                              | -                              | -        | -        | 14    | 1     |
| 2023                  | FC Cincinnati              | MLS                   | 0           | 0           | 0                     | 0                     | -          | -          | LCup                           | 0                              | 0                              | 5        | 0        | 5     | 0     |
| Total sur la carrière | Total sur la carrière      | Total sur la carrière | 222         | 11          | 22                    | 0                     | 2          | 0          | -                              | 29                             | 1                              | 59       | 0        | 334   | 12    |

### En sélection nationale
| Saison                | Sélection             | Phases finales          | Phases finales | Phases finales | Phases finales | Éliminatoires CDM | Éliminatoires CDM | Éliminatoires CDM | Matchs amicaux | Matchs amicaux | Matchs amicaux | Total | Total | Total |
| Saison                | Sélection             | Compétition             | M              | B              | Pd             | M                 | B                 | Pd                | M              | B              | Pd             | M     | B     | Pd    |
| --------------------- | --------------------- | ----------------------- | -------------- | -------------- | -------------- | ----------------- | ----------------- | ----------------- | -------------- | -------------- | -------------- | ----- | ----- | ----- |
| 2013-2014             | Colombie              | Coupe du monde 2014     | 3              | 0              | 0              | 1                 | 0                 | 0                 | 5              | 0              | 0              | 9     | 0     | 0     |
| 2014-2015             | Colombie              | Copa América 2015       | 2              | 0              | 0              | -                 | -                 | -                 | 5              | 0              | 1              | 7     | 0     | 1     |
| 2015-2016             | Colombie              | Copa América Centenario | 5              | 0              | 1              | 4                 | 0                 | 0                 | 2              | 0              | 0              | 11    | 0     | 1     |
| 2016-2017             | Colombie              | -                       | -              | -              | -              | 5                 | 0                 | 0                 | 2              | 0              | 0              | 7     | 0     | 0     |
| 2017-2018             | Colombie              | Coupe du monde 2018     | 4              | 0              | 0              | 4                 | 0                 | 1                 | 3              | 0              | 0              | 11    | 0     | 1     |
| 2018-2019             | Colombie              | Copa América 2019       | 2              | 0              | 1              | -                 | -                 | -                 | 5              | 0              | 2              | 7     | 0     | 3     |
| 2019-2020             | Colombie              | -                       | -              | -              | -              | -                 | -                 | -                 | 1              | 0              | 0              | 1     | 0     | 0     |
| 2020-2021             | Colombie              | Copa América 2021       | -              | -              | -              | 1                 | 0                 | 0                 | -              | -              | -              | 1     | 0     | 0     |
| 2023-2024             | Colombie              | Copa América 2024       | 3              | 0              | 0              | 1                 | 0                 | 1                 | 2              | 0              | 1              | 6     | 0     | 2     |
| Total sur la carrière | Total sur la carrière | Total sur la carrière   | 19             | 0              | 2              | 16                | 0                 | 2                 | 25             | 0              | 4              | 60    | 0     | 8     |

## Palmarès
Colombie - 20 ans
- Vainqueur du Tournoi de Toulon en 2011

 PSV Eindhoven
- Champion des Pays-Bas en 2015, 2016 et 2018

 Atlético Madrid
- Finaliste de la Supercoupe d'Espagne en 2020